# 佐藤唯
佐藤 唯（さとう ゆい、1986年3月29日 - ）は、日本の女性タレント・アイドル、女優。山形県寒河江市出身。サンミュージックプロダクション所属。
サンミュージック新人タレントオーディションで最優秀賞を受賞しデビュー、出身地の山形弁を話すタレントとして注目を集める。訛りのあるアイドル「ナマドル」の代表格。

## 経歴
山形県の村山地方にある寒河江市に生まれ、曾祖母、祖父母、両親、姉、弟の家庭で育った。両親が外で働いていたため、3歳までは祖母に、祖母が他界した後は明治生まれの曾祖母に育てられた「ひいおばあちゃんっ子」だった。小学生のころは引っ込み思案な子供だったが、高校に進学して服飾を勉強し、ドレスを縫ったり手作りのファッションショーに出演したりしたのを機に、次第に華やかな世界へ密かな憧れを抱くようになった。
2004年、高校を卒業し、宮城県仙台市にある学校法人三幸学園仙台ビューティーアート専門学校に入校。同年8月に、家族に知らせずにこっそり応募したサンミュージック新人タレントオーディションにて最優秀賞を受賞し、芸能界入りした。専門学校在校中の2年間は仙台在住のまま芸能活動を行い、ミヤギテレビ『みやぎ情報クルーズ ミューン』などの在仙台局の番組や、テレビ朝日系列『ガチンコ視聴率バトル』などの在京キー局の番組に出演し、携帯電話のキャンペーンガールもしていた。
2006年3月に上京の後グラビアアイドルとして活動を開始し、DVD・写真集を発売。女優としてテレビドラマにも出演した。また、2007年3月から2010年3月までTOKYO MX『東京シティ競馬中継』にてサンミュージック所属女性アイドル6名による番組内ユニット「BAッキュン!」のメンバーとして活躍をしている。2007年8月には同事務所の立花彩野・稲生美紀とともにアイドルユニット「くのいち☆Girls 彩美唯〜あみゅ〜」を結成し、シングル「恋のアクセス解析」をリリース。2008年には同事務所のベッキーとともにベッキーがイメージキャラクターを務めるジェットスター航空のCMに出演した。
地方出身のアイドルは、全国放送のマスメディアにおいては標準語・共通語で話すのが通例であったが、方言を直すことなく話すアイドルが「ナマドル」として注目をされた。このとき佐藤はナマドルの代表格としてテレビ・雑誌などで取り上げられ、注目を浴びるようになった。これを機に、バラエティ番組を中心に活動するようになった。2008年4月から2015年3月にかけて7年間にわたりフジテレビ系『にじいろジーン』にレギュラー出演し、2009年5月からは人気コーナー「じいちゃん!ばあちゃん!唯が行ぐがらな〜」を担当した。
2010年より山形県の「やまがた特命観光・つや姫大使」および寒河江市の「さくらんぼ観光大使」を務める。
2020年2月29日、アメリカ人男性と結婚。2022年4月25日、自身のInstagramで第1子となる男児を出産したことを報告した。

## 人物
- サンミュージックプロダクションmobile公式サイトのプロフィールによれば、視力は左右2.0である。
- 山形弁（村山弁）で話している（それも他のナマドルよりも訛りがかなりきつい）が、自分では標準語に直っていると思い込んでいる[15]。また、山形特有の（1）のような書き方を「いちかっこ」などと「かっこ」を後で読む読み方は方言だと知りながらも敢えて使っているという。
- 学生時代に多数の免許・資格を取得をしており、高校時代には全国被服検定1級、和服検定2級、食物検定2級、情報処理検定3級を取得した。専門学校時代には、さらにエステティシャン、ネイリスト、メイクアップ、サービス待遇、アロマテラピーアドバイザーといった資格も取得をしている。また、母親に「農家に嫁に行くとマニュアルの軽トラを運転しなければならないんだよ」と言われ[16]、普通自動車免許をマニュアルで取得した[8]。

## 主な出演作品

### テレビ番組

#### レギュラー
- ガチンコ視聴率バトル（2005年 - 2006年、テレビ朝日）
- 世界制服!竹山塾（2007年 - 、テレ朝チャンネル）
- 東京シティ競馬中継（2007年 - 2010年、TOKYO MX・SKY PerfecTV!）
- ヒロシ釣り紀行（2008年1月 - 、テレ朝チャンネル）
- にじいろジーン（2008年4月5日 - 2015年3月28日 、関西テレビ） - レギュラー 生放送
- OH!バンデス（2013年1月7日 - 2016年3月3日、ミヤギテレビ） - 毎月第一週 月-金レギュラー 生放送
- マッコイ 小木の￥道中　もっでっぞ山形（2015年3月 - 、さくらんぼテレビ）[注釈 1]

### ドキュメンタリー
- JNN東北スペシャル「お〜い!みんな元気かい?〜笑顔を運ぶオヤジたち〜」（2010年6月23日、テレビユー山形） - リポーター
- BBTスペシャル（2013年1月2日・1月21日・2月25日、富山テレビ） - 司会兼リポーター
- 寒いけど心あたたまる 信州木曽の人情と冬景色（2014年2月15日、BSジャパン） - 旅人（ナビゲーター）

### テレビドラマ
- ランブリングフィッシュ（2006年7月 - 9月、KBS京都）
- おとなの眼鏡 第1話 - 第2話（2006年12月、チバテレビ）
- アンナさんのおまめ 第9話（2006年12月8日、テレビ朝日）

### 映画
- 手塚眞のホラーシアター ザ・バースデイ #3「乙女の呪い」（2006年、コンパスTV） - 碧 役

### CM
- ジェットスター航空 東京就航キャンペーン（2008年） - ベッキーと共演
- First Love 結婚情報サービス（2008年）

## 作品

### CD
- 恋のアクセス解析（2007年8月15日） - くのいち☆Girls 彩美唯〜あみゅ〜（立花彩野・稲生美紀・佐藤唯）名義

### DVD
- Baby DOLL（2005年4月23日、アイ・シー・エフ）
- Yui Yui Yui!（2006年2月28日、BNS）
- switch of yui〜美少女が妖精に変わる瞬間（2007年10月31日、avex trax）
- Yui Of Heart（2010年2月26日、 ビデオメーカー）
- ON/OFF（2010年5月28日、 ビデオメーカー）

### 写真集
- Link -キズナ-（2010年4月25日、彩文館出版）